# Simi Johnson
Simisola Olayemi Onibuwe Johnson (sinh năm 1929 - mất năm 2000)  là một nha sĩ người Nigeria và người ủng hộ giới tính từng giữ chức Bộ trưởng Phát triển Xã hội và Văn hóa trong thời kỳ cộng hòa thứ hai của quốc gia. Bà là cựu chủ tịch của ngân hàng đồng minh và chi nhánh của Hội đồng phụ nữ quốc gia ở bang Lagos. Johnson và Grace Guobadia đều đủ điều kiện làm nha sĩ vào năm 1957, khiến cả hai phụ nữ trở thành những nha sĩ nữ được đào tạo đầu tiên ở nước này. Bà là một thành viên của Đại học Y khoa Quốc gia Nigeria.

## Đời sống
Johnson được sinh ra ở đảo Lagos trong gia đình Alfred Latunde và Harriet Susan Johnson (nhũ danh Crowther Nichol). Bà là người sinh ra cuối cùng của cha mẹ mình. Cha cô là một luật sư và là giám đốc sáng lập của Ngân hàng Quốc gia Nigeria vào năm 1933, ông cố của bà là Ajayi Crowther trong khi ông cố của cô là Herbert Macaulay. Johnson được đào tạo tại trường ngữ pháp CMS. Từ năm 1954 đến 1957, bà theo học trường Cao đẳng Kỹ thuật Sunderland và Đại học Durham đủ điều kiện làm nha sĩ. Bà và đồng nghiệp người Nigeria, Grace Guobadia tốt nghiệp cùng năm, trở thành hai nữ nha sĩ được đào tạo đầu tiên ở nước này. Johnson có bằng Cử nhân Phẫu thuật Nha khoa và Guobadia có Bằng cấp về Phẫu thuật Nha khoa. Johnson sau đó theo học tại Đại học Phẫu thuật viên Hoàng gia, Glasgow để trở thành bác sĩ chỉnh nha. Trong quá trình đó, bà trở thành nữ chỉnh nha đầu tiên của Nigeria hành nghề tại nước này.
Tại Nigeria, bà đã làm việc với chính phủ liên bang để trở thành Tư vấn trưởng, Nha khoa trong Bộ Y tế Liên bang. Johnson bắt đầu làm việc với chính phủ vào ngày 14 tháng 7 năm 1958 với tư cách là bác sĩ phẫu thuật nha khoa  nơi bà làm việc tại Bệnh viện Đa khoa, Lagos từ năm 1958 đến đầu những năm 1960. Là một nha sĩ, bà đóng một vai trò quan trọng trong sự phát triển của lĩnh vực này ở Nigeria. Năm 1962, bà là thành viên tiên phong của Hiệp hội Nha khoa Nigeria. Bà là một giảng viên liên kết trong nha khoa với Đại học Lagos trong những năm phát triển và là hiệu trưởng của Trường Công nghệ và Vệ sinh Nha khoa Liên bang. Năm 1983, bà được đề cử làm Bộ trưởng Bộ Phát triển Xã hội và Văn hóa.

### Quyền giới
Johnson là một trong số những người ủng hộ quyền phụ nữ tiên phong với ý thức cống hiến sâu sắc cho gia đình, công việc và quyền của phụ nữ nhưng cũng bị chỉ trích là thành viên chủ yếu của tầng lớp ưu tú ở Nigeria. Trong chính quyền Shagari, Johnson trở thành Bộ trưởng Phát triển Xã hội. Ở nước cộng hòa thứ hai, bà đã tham gia rất nhiều vào ủy ban quốc gia liên ngành về phát triển phụ nữ, một ủy ban được giao nhiệm vụ thiết lập mối quan hệ làm việc giữa chính phủ và các tổ chức phụ nữ khác trong nước. Sau chính quyền Shagari, Johnson tiếp tục đóng vai trò cố vấn về các vấn đề giới. Năm 1985, bà là trưởng phái đoàn của Nigeria tham dự Hội nghị Thế giới về Phụ nữ lần thứ ba, được tổ chức tại Nairobi, Kenya. Một phần trong các khuyến nghị của hội nghị là để các quốc gia thành viên xóa bỏ phân biệt đối xử đối với phụ nữ và áp dụng các chiến lược sẽ bao gồm sự tham gia của phụ nữ trong nỗ lực thúc đẩy sự phát triển. Johnson là người đứng đầu ủy ban cố vấn của phụ nữ, chịu trách nhiệm đưa ra các khuyến nghị cho chính quyền của Babangida về các chiến lược nhằm tăng cường sự tham gia của phụ nữ vào chính phủ. Ủy ban trong số những thứ khác đề nghị thành lập Bộ Phụ nữ. Bộ đã không ra đời cho đến năm 1989 với việc thành lập Ủy ban Phụ nữ Quốc gia do Maryam Babangida hỗ trợ.